# Anopheles kweiyangensis
Anopheles kweiyangensis este o specie de țânțari din genul Anopheles, descrisă de Yao și Wu în anul 1944. Conform Catalogue of Life specia Anopheles kweiyangensis nu are subspecii cunoscute.